# Phrynichus brevispinatus
Phrynichus brevispinatus är en spindeldjursart som beskrevs av Peter Weygoldt 1998. Phrynichus brevispinatus ingår i släktet Phrynichus och familjen Phrynichidae. Inga underarter finns listade i Catalogue of Life.